# ジェイシー・ホーン
ジェイシー・カリントン・ホーン（Jaycee Carrington Horn, 1999年11月26日 - ）は、アメリカ合衆国ジョージア州アルファレッタ出身のプロアメリカンフットボール選手。NFLのカロライナ・パンサーズに所属している。ポジションはコーナーバック。

## 経歴

### カレッジ
サウスカロライナ大学では1年目の2018年シーズンから先発に定着し、42タックル、2サックを記録した。
2019年シーズンは40タックル、1サックを記録した。
2020年シーズン途中にヘッドコーチのウィル・マスチャンプが解任されると、2021年のNFLドラフトへ向けた準備のため、シーズン残りの試合を欠場した。

### カロライナ・パンサーズ
| 6 ft 0+3⁄4 in (185 cm)  | 205 lb (93 kg) | 33 in (84 cm) | 9+1⁄8 in (23 cm) | 4.40 s | 1.55 s | 2.60 s | 41.5 in (105 cm) | 11 ft 1 in (3.38 m) | 19 回 |
| All values from Pro Day |                |               |                  |        |        |        |                  |                     |       |

ドラフト全体8位でカロライナ・パンサーズから指名され、その後4年総額2,110万ドルのルーキー契約を結んだ。

#### 2021年シーズン
第2週のニューオーリンズ・セインツ戦でジェイミス・ウィンストンからキャリア初となるインターセプトを記録した。しかし、翌週のヒューストン・テキサンズ戦にて接触の無い場面で右足を骨折し、シーズン残りの試合を欠場した。

#### 2022年シーズン
このシーズンは13試合に出場して53タックル、チーム最多となる3つのインターセプトを記録した。

#### 2023年シーズン
このシーズンは第1週で負ったハムストリングの怪我により6試合の出場に留まったが、5年目の契約オプションは行使されることになった。

#### 2024年シーズン
15試合に先発出場し、68タックル、1インターセプトを記録。初めてプロボウルに選出された。2025年3月10日、パンサーズと2029年シーズンまでの4年1億ドルで契約延長を行った。

## 家族
父は元NFL選手のジョー・ホーン。兄のジョー・ホーン・ジュニアもアメリカンフットボール選手で、XFLでプレーしていた。

## 詳細情報

### 年度別成績

#### レギュラーシーズン
| シーズン | チーム | 試合 | 試合 | タックル | タックル | タックル | タックル | タックル | インターセプト | インターセプト | インターセプト | インターセプト | インターセプト | インターセプト | ファンブル | ファンブル | ファンブル |
| シーズン | チーム | GP   | GS   | Comb     | Solo     | Ast      | Sck      | Sfty     | PD             | Int            | Yds            | Avg            | Lng            | TD             | FF         | FR         | TD         |
| -------- | ------ | ---- | ---- | -------- | -------- | -------- | -------- | -------- | -------------- | -------------- | -------------- | -------------- | -------------- | -------------- | ---------- | ---------- | ---------- |
| 2021     | CAR    | 3    | 3    | 5        | 3        | 2        | 0.0      | 0        | 1              | 1              | 13             | 13.0           | 13             | 0              | 0          | 0          | 0          |
| 2022     | CAR    | 13   | 13   | 53       | 37       | 16       | 0.0      | 0        | 7              | 3              | 49             | 16.3           | 31             | 0              | 0          | 0          | 0          |
| 2023     | CAR    | 6    | 6    | 27       | 20       | 7        | 0.0      | 0        | 5              | 0              | 0              | 0.0            | 0              | 0              | 0          | 0          | 0          |
| 2024     | CAR    | 15   | 15   | 68       | 49       | 19       | 2.0      | 0        | 13             | 0              | 0              | 0.0            | 0              | 0              | 0          | 0          | 0          |
| 通算     | 通算   | 37   | 37   | 153      | 109      | 44       | 2.0      | 0        | 26             | 4              | 62             | 15.5           | 31             | 0              | 0          | 0          | 0          |

- 2024年度シーズン終了時
- 太字は自身最高記録